# Markward II. von Bickenbach

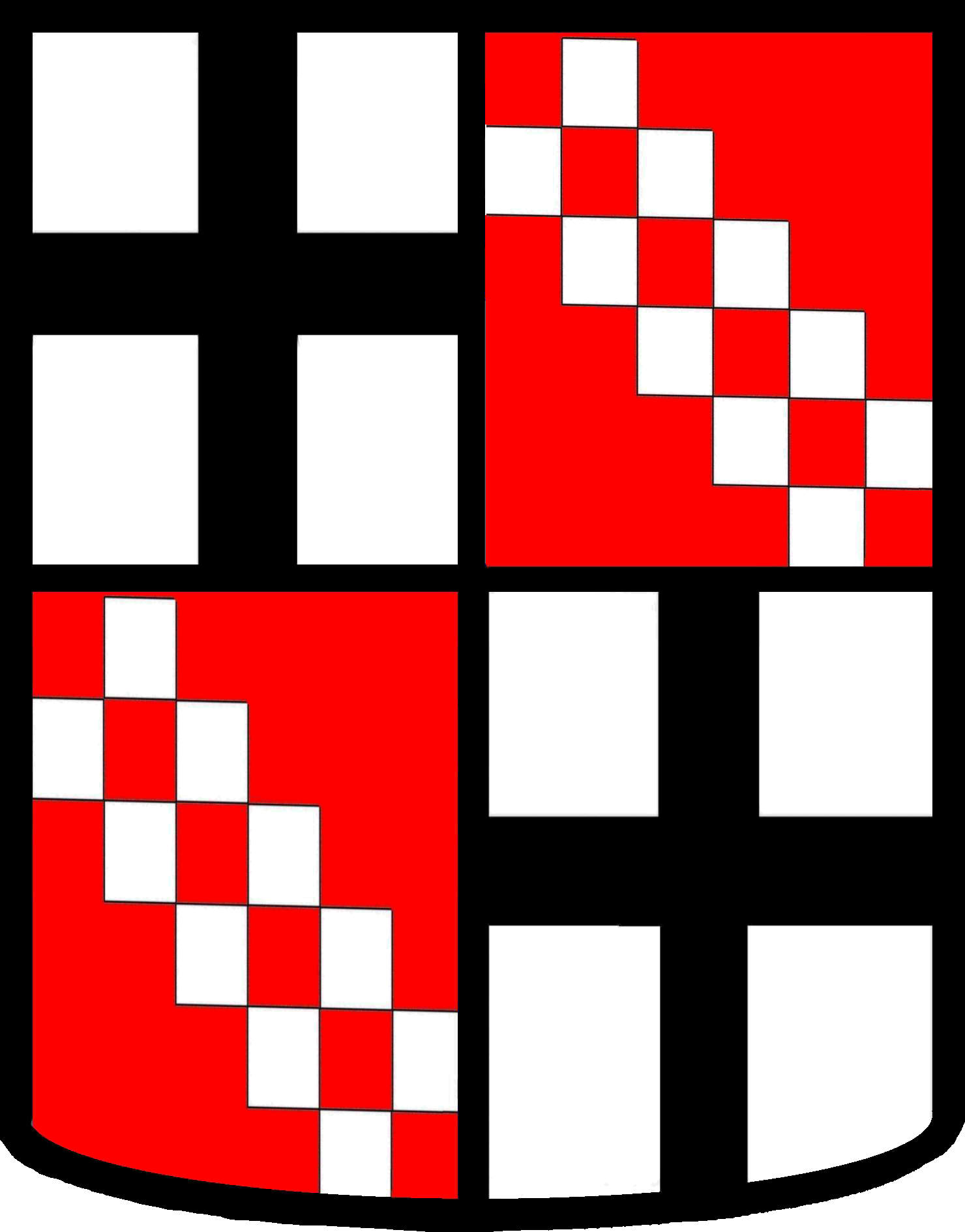
Wappen Markward II. von Bickenbach, Fürstabt von Fulda 1286–1288

Marquard oder Markward II. von Bickenbach (* vor 1245; † nach 1288) war von 1286 bis 1288 Fürstabt des Klosters Fulda.

## Herkunft
Seine Eltern waren Gottfried I. von Bickenbach (* 1211–41, † vor 1245) und Agnes († vor 1254), Tochter des Wildgrafen Konrad II. von Dhaun (1194–1263).

## Laufbahn
Markward trat in jungen Jahren in das Kloster Fulda ein und war bereits 1284 Stiftsdekan. 1286 wurde er zum Abt gewählt. Am Tag nach seiner Benediktion fiel die Stiftskirche einem verheerenden Brand zum Opfer. Die Reliquien des heiligen Bonifatius und des heiligen Sturmius, Gründer des Klosters, wurden gerettet. Erfolgreich erbat er 1287 auf dem Reichstag in Würzburg einen Ablass zugunsten des Wiederaufbaues der Kirche. In seiner zweijährigen Regierungszeit versuchte er die Ordnung des Klosters durch Verschärfung der Disziplin zu verbessern sowie die Besitzungen der Abtei durch verschiedene Maßnahmen gegen äußere Feinde zu sichern.
Der Fürstabt zerstörte die Burg Steinau in Steinau bei Petersberg und erwarb die Burgen Fischberg und Neidhartshausen.
Er soll vergiftet worden sein.